# 김병수 (1912년)
김병수(1912년 1월 29일~1996년 6월 28일)는 대한민국의 정치인이다. 제5대 국회의원을 지냈다.

## 역대 선거 결과
|  | 0% |

|  | 8.90% |

|  | 13.81% |

|  | 33.05% |

|  | 52.48% |

|  | 12.59% |